# آرنییاس د ریپیسوئرگا
آرنییاس د ریپیسوئرگا (به اسپانیایی: Arenillas de Riopisuerga) یک شهرستان در اسپانیا است.